# Jakucs László
Jakucs László (Sarkad, 1926. január 21. – Szeged, 2001. december 1.) magyar geológus, tanszékvezető egyetemi tanár. Öccse Jakucs Pál akadémikus, botanikus, ökológus professzor.

## Életrajza
1926. január 21-én született Sarkadon. Apja Jakucs László tanító, Debrecen és Hajdú vármegye tanfelügyelője, anyja Csató Margit általános iskolai tanár. Szülővárosában töltötte élete első kilenc évét, ezután Debrecenbe költöztek, a középiskolát is ott végezte el. Egyetemi tanulmányait 1945-ben a Pázmány Péter Tudományegyetemen kezdte, ahol földrajzot, kémiát, biológiát majd földtant hallgatott.
Már az egyetemi évei alatt barlangokkal kezdett foglalkozni, legelső – kis híján végzetes – barlangi élményei a Budapest határában lévő Hét-lyukhoz, majd pedig a solymári Ördöglyuk-barlanghoz fűződtek. 20 éves korában néhány hallgatótársával együtt, külső segítség nélkül – ez volt első komolyabb szakmai eredménye – feltérképezték az esztergomi Sátorkőpusztai-barlangot, ezt a bükk-vidéki Létrás-tetői-barlang követte. Habár Vadász Elemérnek volt aspiránsa, egyetemi doktori címét Kádár László debreceni geográfusnál szerezte meg. 1949 és 1953 közt a Magyar Állami Földtani Intézet geológusa volt. Az itt töltött ideje alatt, korábbi kutatási pontatlanságokból kiindulva kimutatta, hogy az aggteleki Baradla-barlangrendszer üreghálózata mellett léteznie kell a területen egy másik, önálló barlangrendszernek is. E felismerése nyomán fedezte fel 1952-ben a mai ismeretek szerint 7 kilométer hosszú aggteleki Béke-barlangot. Ez volt a világ első olyan barlangfelfedezése, amely nem a véletlen műve, hanem tudományos kutatás eredménye volt. Az ott szerzett tapasztalataira építve írta meg Az Aggteleki cseppkőbarlang (1952) és a Béke-barlang felfedezése (1953) című műveit. 1953-ban feltárta a Pénz-pataki-víznyelőbarlangot és az aggteleki rövid Alsó-barlang egy rövidebb szakaszát is. Ezen szakmai érdemei miatt még abban az évben kinevezték az Aggteleki-cseppkőbarlang igazgatójának. Ezt a tisztséget tíz éven át, 1963-ig látta el. Ez idő alatt is számos publikációja volt, főleg a barlang- és karsztkutatásról.
1961-ben kandidátusi minősítést nyert az Általános karsztgenetikai, morfológiai és hidrográfiai problémák vizsgálata az Aggteleki-karszton című értekezésével.
A tudományos előrelépés újabb állomásaként 1963-ban elfogadta a szegedi József Attila Tudományegyetem felkérését: 1964-ben megszervezte a Természeti Földrajzi Tanszéket, amit 28 éven át vezetett. Tudományos kutatásai célkeresztjében továbbra is főleg a karsztjelenségek álltak: 1971-ben jelent meg összegző műve A karsztok morfogenetikája – a karsztfejlődés varienciái címmel, amellyel elnyerte a földrajztudományok doktora tudományos fokozatot. A művet angol és orosz nyelvre is lefordították, számos országban kiadták. Ez a mű számít külföldön a legtöbbször idézett hazai földrajzi munkának mind a mai napig.
Utolsó éveiben Korzika gránitterületeivel és hazai karsztterületek őskarsztos (paleokarsztos) sajátságainak feltárásával foglalkozott, de még élete utolsó évében is szervezett tanulmányutat, ezúttal Kubába. 2001. december 1-jén, munkavégzés közben érte a halál, utolsó útjára családtagok, kollégák, barátok és tanítványok hatalmas serege kísérte a szegedi Belvárosi Temetőbe.
Ismeretterjesztő, tudománynépszerűsítő munkássága is kiemelkedő volt. Mintegy 120 tudományos közleményén kívül számos ismeretterjesztő természetfilmet is készített. Az általa jegyzett tankönyvekből földrajzosok több generációja tanult és tanul most is.

## Szervezeti, bizottsági tagságai
- Csongrád megyei TIT - elnök

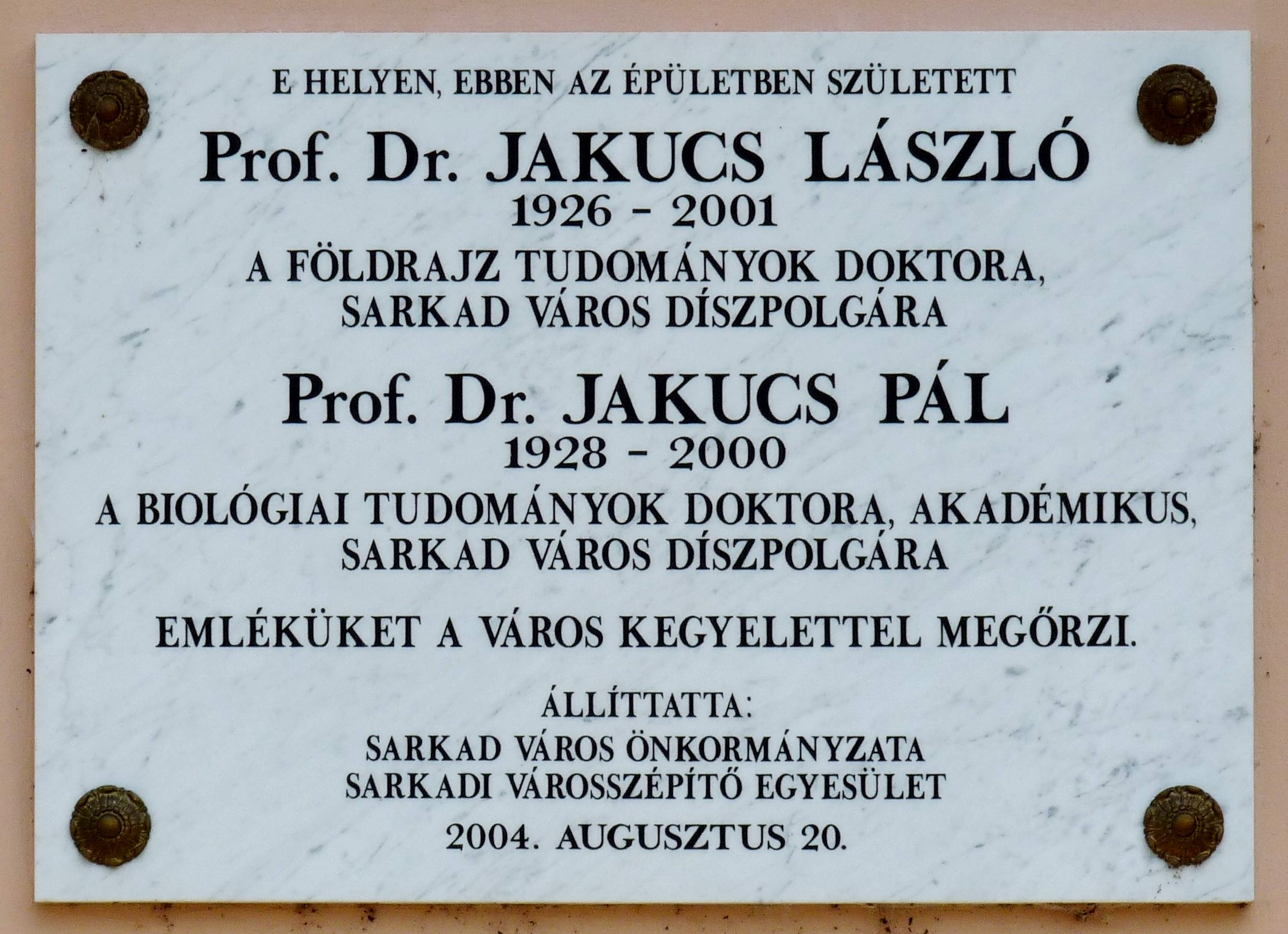
Jakucs László emléktáblája a szülőházán, Sarkadon.

- Enviromental Change on Karst Area Bizottság
- Magyar Földrajzi Társaság Szegedi Osztálya - elnök
- Magyar Karszt- és Barlangkutató Társulat
- MTA Földrajzi Tudományos Bizottság
- Nemzetközi Földrajzi Unió Nemzeti Bizottsága
- TMB Földrajz-Meteorológiai Szakbizottsága

## Kitüntetései
- Felsőoktatás Kiváló Dolgozója díj
- Munka Érdemrend arany fokozata
- Vásárhelyi Pál kitüntetés (1948)
- Herman Ottó-érem (1961)
- Kadić Ottokár-érem (1974)
- Lóczy Lajos-emlékérem (1985)
- Professzor Emeritus (JATE, 1992)
- Teleki Sámuel érem (1995)
- Sarkad díszpolgára (1997)
- Pro Natura díj (1998)
- Aggtelek díszpolgára (1999)
- Eötvös József-koszorú (1999)
- Szent-Györgyi Albert-díj (2000)
- Vass Imre-érem (2001)
- Világ legjobb barlangfilmje aranyserleg

## Emlékezete
Róla nevezték el a Jakucs László-barlangot. Sarkadi szülőházán emléktáblát helyeztek el tiszteletére. Emlékére egykori tanszékén a Szegedi Tudományegyetem minden évben megrendezi a Jakucs László Nemzetközi Középiskolai Földrajzversenyt. Archiválva 2020. február 15-i dátummal a Wayback Machine-ben
Nevét őrzi az 591964 Jakucs kisbolygó.

## Az interneten elérhető könyvei
- Jakucs László: A Békebarlang felfedezése. Bp. 1953. (html változat a régi barlang.hu-n)
- Jakucs László: A Békebarlang felfedezése. Bp. 1953. (karakteres és képfájlos változat is az új barlang.hu-n)
- Jakucs László: A faggyúfáklyás expedíció. Bp. 1962.
- Jakucs László - Kessler Hubert: A barlangok világa. (Barlangjárók zsebkönyve). Bp. 1962. (képfájlos PDF 1. rész), (képfájlos PDF 2. rész), (karakteres PDF)
- Jakucs László: Baradla cseppkőbarlang.[halott link] Miskolc, 1979.

## További könyvei
- Cseppkőország mélyén (Móra, 1964, ismeretterjesztő könyv fiataloknak)
- Szerelmetes barlangjaim (Akadémiai Kiadó, 1993.)

## További irodalom
- Nyári Diána – Csuták Máté – Keveiné Bárány Ilona szerk.: A karsztok bűvöletében. Rendhagyó emlékezés Jakucs Lászlóra. GeoLitera – Földrajzi és Földtani Tanszékcsoport, Szeged, 2011. 190 p. ISBN 978-963-306-118-3